# Canasayab
Canasayab är en ort i Mexiko.   Den ligger i kommunen Champotón och delstaten Campeche, i den östra delen av landet, 900 km öster om huvudstaden Mexico City. Canasayab ligger 4 meter över havet och antalet invånare är 256.
Terrängen runt Canasayab är platt. Runt Canasayab är det glesbefolkat, med 11 invånare per kvadratkilometer. Närmaste större samhälle är Champotón, 17,6 km väster om Canasayab. I omgivningarna runt Canasayab växer i huvudsak lövfällande lövskog.